# S Club 7 (série télévisée)
Pour le groupe, voir S Club 7
Pour plus de détails, voir Fiche technique et Distribution.
S Club 7 est une série télévisée britannique en 52 épisodes de 25 minutes, créée par Paul Alexander et Simon Braithwaite, et diffusée entre le 8 avril 1999 et le 27 décembre 2002 sur CBBC.
En France, la série a été diffusée à partir du 11 septembre 1999 sur France 2 et rediffusée sur France 3 et Canal J ; et au Québec à partir du 3 juin 2000 à MusiquePlus puis à partir du 30 août 2003 sur VRAK.TV.

## Synopsis
La série raconte l’histoire d’un groupe, S Club 7, formé de trois chanteurs et quatre chanteuses qui souhaitent devenir célèbres. Pris entre la recherche constante d’un manager qui saurait les aider et des histoires d’amour, le groupe réussit à se frayer un chemin jusqu’à la célébrité tout en illustrant chaque épisode de leur musique. 

### Première saison:Miami 7
Le périple commence au Royaume-Uni, lorsque le groupe amateur réalise que leur manager actuel est incapable de leur obtenir des contrats intéressants. Afin d’éviter leur colère et pour se débarrasser d'eux, celui-ci décide de les envoyer à Miami, dans un petit motel minable où ils seront sous les ordres d’un patron désagréable et profiteur et de son frère beaucoup plus innocent, avec lesquels ils vivront maintes aventures. Cependant, lorsque leur contrat s’achève, le groupe réalise qu’ils sont toujours à la case départ et décide de retourner au Royaume-Uni. Cependant, un choix de dernière minute les mène à Los Angeles.

### Deuxième saison:L.A. 7
Décidé à devenir célèbre, le groupe s’installe dans un petit appartement d’une propriétaire excentrique. Bien que leurs occasions de chanter en public soient de plus en plus nombreuses et qu’ils réussissent à trouver un manager, ils ne sont pas satisfaits des résultats. Après avoir donné un ultimatum à leur manager et que leur propriétaire a décidé de vendre son appartement pour vivre avec un homme, ils choisissent à nouveau de partir, cette fois à Hollywood.

### Troisième saison:Hollywood 7
Les membres du S club 7, doutant de plus en plus, décident de laisser une dernière chance au destin et réussissent à trouver un agent en moins de 24 heures. Cette fois, leur carrière décolle enfin. Ils passent à la télévision, dans des magazines, et font des enregistrements. Mais après avoir goûté aux joies et aux misères de la célébrité, le groupe retourne au Royaume-Uni.

### Quatrième saison:Viva S Club
Cette fois, le groupe se retrouve transporté en Espagne, où ils souhaitent de nouveau percer. Ils y rencontrent leur nouvel agent, un débutant très peu efficace mais attentionné et leur femme de ménage. Ils réalisent vite qu’ils sont encore inconnus en Espagne et qu’ils vont devoir beaucoup travailler. Durant les premiers épisodes, Paul décide de quitter le groupe et de retourner seul au Royaume-Uni. Là-bas, leur carrière avance très peu mais ils achètent leur propre club dont chacun s’occupe. Finalement, le groupe est obligé de fuir un ex-petit ami de Tina, mafioso, qui souhaite l’épouser. Pour ce, ils doivent détourner un bateau en route vers l’Égypte pour retourner pour de bon dans leur pays natal.

## Distribution

### Membres du groupe
- Rachel Stevens (VF : Annabelle Roux puis Odile Schmitt)
- Jo O'Meara (VF : Michèle Lituac puis Chantal Baroin)
- Bradley McIntosh (VF : Christophe Lemoine)
- Jon Lee (VF : Alexandre Gillet)
- Hannah Spearritt (VF : Laëtitia Godes)
- Tina Barrett (VF : Laurence Sacquet)
- Paul Cattermole (VF : Sébastien Desjours)

### Première saison:Miami 7
- Paul Louis : Marvin Borlotti
- Alfie Wise : Howard Borlotti

### Deuxième saison:L.A. 7
- Linda Blair : Joni

### Troisième saison:Hollywood 7
- Barry Williams (en) : Dean Strickland

### Quatrième saison:Viva S Club
- Alicia González Laá (ca) : Maria
- Jeremy Xido : Lyall

 Source et légende : version française (VF) sur RS Doublage

## Épisodes

### Première saison:Miami 7(1999)
1. Le Départ (Take Off)
2. L'Hôtel d'Howard (Howard's Hotel)
3. La Voiture de rêve (The Blue Chevy)
4. L'Ouragan (Wind Resistance)
5. La Grande Occasion (The Man from E.M.I.)
6. L'Alligator (Alligator)
7. Le Grand Match (Volleyball)
8. L'Extraterrestre (Alien Hunter)
9. La Disparition (Missing)
10. Le Tribunal (Court in the Act)
11. Le Triangle des Bermudes (Bermuda Triangle)
12. Tu m'aimes ? (How Deep Is Your Love?)
13. Et maintenant (Reprise)

### Deuxième saison:L.A. 7(2000)
1. Le Saut dans l'inconnu (Into the Unknown)
2. Le Camp des surdoués (Clever Camp)
3. À nous Hollywood (Hello Hollywood)
4. Le Malentendu (Misguided)
5. La télé rend fou (The News)
6. Le Bal (The Prom)
7. La Maison de rêve (House Sitting)
8. Monsieur Muscle (Mr Muscle)
9. Échec et mat (Fallout)
10. Fin de partie (Game Boy)
11. Silence on tourne (Making Movies)
12. Vive le travail (Working)
13. Le Grand Voyage (Goodbye Hollywood)

### Troisième saison:Hollywood 7(2001)
1. La Dernière Chance (The Last Chance)
2. Coup de foudre (Dosh)
3. Mensonges médiatiques (Public Relations)
4. Le Contrat (Doing the Deal)
5. Le Baiser (The Kiss)
6. Le Clip vidéo (The Fan)
7. Le Cousin (The Cousin)
8. Le Styliste (The Stylist)
9. Question d'âge (Alone Again)
10. Les Grands Débuts (Supporting Parts)
11. La Disparition (The Vanishing)
12. Le Concert (The Concert)
13. Le Retour (The Return)

### Quatrième saison:Viva S Club(2002)
1. Célébrité inconnue (The Fame in Spain)
2. Augmentons Maria (A Problem Called Maria)
3. Jon De Bergerac (Jon De Bergerac)
4. Des adieux difficiles (The Hardest Word Is Goodbye)
5. L'Ami absent (Absent Friends)
6. Cocktails (Shake Down)
7. Superstition (Superstition)
8. L'Espagnol (Spanish Jon)
9. Le Footballeur (The Rain in Spain)
10. Gentilles petites souris (Of Mice and Music)
11. Les Survivants (Survival)
12. Le Cadeau (24 Minutes Till Doomsday)
13. Mettons les voiles (Let's Get Out of Here)